# Iconoclast (musikalbum)
Iconoclast är det tyska melodisk death metal-bandet Heaven Shall Burns femte studioalbum, utgivet i januari 2008 på Century Media Records och i Japan månaden därpå.
Den japanska utgåvan innehåller två spår från splitalbumet The Split Program II (2005, tillsammans med Caliban).
En promosingel med låten "Endzeit" släpptes i mars 2008. Till det spåret gjordes även en musikvideo, liksom till Edge of Sanity-covern "Black Tears".

## Låtlista
1. "Awoken" (instrumental) – 1:29
2. "Endzeit" – 4:18
3. "Like a Thousand Suns" – 3:46
4. "Murderers of All Murderers" – 3:55
5. "Forlorn Skies" – 4:51
6. "A Dying Ember" – 6:57
7. "Joel" – 5:04
8. "A Quest for Resistance" – 4:51
9. "Black Tears" (Edge of Sanity-cover) – 3:06
10. "The Bombs of My Saviours" – 4:22
11. "Against All Lies" – 5:09
12. "The Disease" – 2:47
13. "Equinox" (instrumental) – 3:10
14. "Atonement" (instrumental) – 4:35

Bonusspår på den japanska utgåvan
1. "No One Will Shed a Tear" – 4:41
2. "Downfall of Christ" (Merauder-cover) – 3:10

## Medverkande
Musiker
- Marcus Bischoff – sång
- Maik Weichert – gitarr
- Alexander Dietz – gitarr, piano, synthesizer
- Eric Bischoff – basgitarr
- Matthias Voigt – trummor

Bidragande musiker
- Patrick W. Engel – gitarr, basgitarr
- Patrick Schleitzer – sång
- Þórður Guðmundur Hermannsson – cello
- Margrét Soffía Einarsdóttir – violin
- Una Pétursdóttir – violin
- Arndis Hulda Auđunsdóttir – viola
- Ólafur Arnalds – piano

Produktion
- Alexander Dietz – producent
- Maik Weichert	– producent
- Patrick W. Engel – producent
- Ólafur Arnalds – producent, inspelningstekniker, mixning, arrangemang
- Bastian Sobtzick – albumkonst, layout
- Ralf Müller – producent
- Tue Madsen – mixning, mastering